# Brett Tucker
Brett Tucker teljes neve: Brett Alan Tucker (Melbourne, Ausztrália, 1972. május 21.) ausztrál színész. Magyarországon a McLeod lányai című sorozatból ismerhetjük, ő játszotta Dave Brewer-t.

## Élete
A melbourne-i National Theatre Drama School-on végzett.
1994-ben debütált egy western-filmben. Kisebb ausztrál szerepek után amerikai sorozatokban, filmekben szerepelt (Kirekesztve, A nagy mentőakció). Felkérték egy sikeres amerikai sorozat (Days of Our Lives/Életünk napjai) szereplőjének, de nem vállalta a 3 év kötöttséget.
2003-2006-ig a McLeod lányai című sorozatban játszotta Dave Brewert, az állatorvost.
2007 óta az ausztrál "Szomszédokban"(Neighbours) szerepel.
Érdekesség, hogy két dalt adott ki.

## Munkái
| év          | film                                | szerepe           |
| ----------- | ----------------------------------- | ----------------- |
| 1994.       | Snowy River                         | Ted               |
| 1995.       | Neighbours                          | építőmunkás       |
| 1997.       | The Last of the Ryans               | nyomozó           |
| 2000.       | Halifax f.p: The Spider and the Fly | Scott Lovejoy     |
| 2001.       | Backlands                           | Mark Penhalligan  |
| 2001.       | Blonde                              |                   |
| 2001.       | Code Red                            |                   |
| 2001.       | Mallboy                             | Darren            |
| 2001.       | The Saddle Club                     | Max Regnery       |
| 2002.       | The Lost World /Az elveszett világ  | Rixxel            |
| 2002.       | The Outsider / Kirekesztve          | Ben Yoder         |
| 2002.,2003. | Blue Heelers                        | Peter Baines      |
| 2003.       | The Extreme Team                    |                   |
| 2003-2006.  | McLeod lányai                       | Dave Brewer       |
| 2005.       | The Great Raid / A nagy mentőakció  | Major Lapham      |
| 2006.       | The woman in black                  |                   |
| 2006.       | Crossing the line                   |                   |
| 2007.       | Neighbours                          | Daniel Fitzgerald |